# Musée d'histoire culturelle de Kuopio
Le musée d’histoire culturelle (finnois : Kuopion kulttuurihistoriallinen museo)  est un  musée situé à Kuopio en Finlande,.

## Présentation
Le Musée d'histoire culturelle de Kuopio est le musée responsable au niveau régional en Savonie du Nord, dont la mission est de mener des activités de musée culturel et historique à Kuopio et dans la région de Savonie du Nord.

## Exposition
Les expositions du musée d'histoire culturelle de Kuopio sont situées dans le musée de Kuopio, le musée-quartier de Kuopio et le musée Johan Vilhelm Snellman.